# Mitt liv vill jag leva i sällskap med Jesus
Mitt liv vill jag leva i sällskap med Jesus är en psalm med text och musik skriven 1975 av Göte Strandsjö.

## Publicerad som
- Segertoner 1988 som nr 608 under rubriken "Efterföljd – helgelse".[1]